# Wernhoutsburg
Wernhoutsburg is een buurtschap in de gemeente Zundert in de Nederlandse provincie Noord-Brabant. Het ligt in het zuiden van de gemeente, aan de grens met Wuustwezel (België).

## Geschiedenis
De geschiedenis van Wernhoutsburg ving aan in 1812, toen de Napoleonsweg van Antwerpen naar Breda tot stand kwam. Langs deze weg begon Van Gend & Loos in 1826 met een diligencedienst tussen Antwerpen en Amsterdam.
In 1830 vond de Belgische opstand plaats en kwam er een grens bij Wernhoutsburg. In 1842 liet Van Gend & Loos er een grenskantoor bouwen, alsmede koetshuizen en stallen. Het oorspronkelijke kantoor werd in 1882 verlaten, hoewel Van Gend & Loos aanwezig bleef en in 1956 nog een nieuw kantorencomplex heeft gebouwd.
Uiteraard kwam er ook een grenspost. De Tramlijn Princenhage - Wernhout liep van 1890-1937 hier eveneens langs. In 1972 echter werd een nieuwe autosnelweg tussen Rotterdam en Antwerpen geopend. De grenspost bleef echter tot 1984 bestaan, omdat men dacht dat de Europese binnengrenzen weldra zouden verdwijnen. Pas toen werd voor het goederenvervoer een nieuwe grenspost langs de snelweg geopend, en wel te Hazeldonk, waarmee aan het drukke vrachtverkeer in Wernhoutsburg een einde kwam. De binnengrenzen zijn overigens op 1 januari 1994 komen te vervallen.
In 1882 vestigden zich de paters Lazaristen in Wernhoutsburg, waar ze een kleinseminarie openden in het door Van Gend & Loos afgestoten gebouw. Zij waren afkomstig uit Loos, alwaar de seculariseringspolitiek hen noopte het land te verlaten. Het seminarie werd vernoemd naar de Heilige Vincentius a Paulo. Omstreeks de jaren 70 van de 20e eeuw verlieten de Lazaristen het pand. Enige tijd later werd het gigantische gebouw tot een feestcentrum verbouwd dat uiterlijk niet meer lijkt op het oorspronkelijke complex.

## Parc Patersven
In de voormalige kloostertuin, een landgoed van 30 ha, begonnen de paters in de jaren 60 van de 20e eeuw, de camping Patersven. Deze werd in 1995 door een bungalowpark vervangen. Vele bewoners van dit 450 bungalows omvattende terrein, Parc Patersven genaamd, woonden hier permanent, hoewel dat niet de bedoeling was. Sinds 2006 poogde men om het bungalowpark om te zetten naar een reguliere dorpskern, eveneens Wernhoutsburg genaamd, waarmee Wernhoutsburg zou worden "opgewaardeerd" tot een nieuw dorp. Sinds het raadsbesluit eind 2011 waren deze plannen echter weer van de baan, waardoor honderden bewoners voor de onzekerheid kwamen te staan; op enig moment zouden zij hun woning uit moeten.
In juni 2016 is er een uitspraak gedaan door de Raad van State, dat alle bungalows in het park een woonbestemming zouden krijgen. Hiermee is permanente bewoning op het park toegestaan.
In mei 2020 is er afscheid genomen van de naam Parc Patersven en is de naam Wernhoutsburg officieel in gebruik genomen voor de wijk.
Binnen het bungalowpark bevindt zich een natuurlijk ven van 5 hectare, het Patersven genaamd. 

## Nabijgelegen kernen
Achtmaal, Wernhout, Wuustwezel, Loenhout
Dorpen: Achtmaal · Klein-Zundert · Rijsbergen · Wernhout · Zundert

Buurtschappen: Breedschot · De Kruispad · De Lent · Driehoek · Hazeldonk · Hellegat · Hulsdonk · Kaarschot · Klein-Oekel · Luitert · Maalbergen · Moeren · Oekel · Ostaaijen · Raamberg · Stuivezand · Tiggelt · Tiggeltscheberg · Weimeren · Wernhoutsburg · Wildert

Noord-Brabant: Steden en dorpen      Nederland: Provincies · Gemeenten